# Stade Alfredo-Di-Stéfano
Le stade Alfredo-Di-Stéfano est un stade de football situé à Madrid, dans l'enceinte de la Ciudad Real Madrid. Il peut contenir 6 000 spectateurs.
Son nom provient de l'ancien joueur de football Alfredo Di Stéfano. Stade du Real Madrid Castilla et également du Real Madrid Feminino, il s'agit également du terrain d'entraînement de l'équipe fanion du Real Madrid.

## Histoire
Le stade est inauguré le 9 mai 2006 par une rencontre opposant le Real Madrid au Stade de Reims. Le match est remporté par le Real Madrid sur le score de six buts à un.
Le premier match officiel du Real Castilla dans ce stade se dispute, le 21 mai 2006, face au Málaga Club de Fútbol B. Dans cette rencontre comptant pour la 38e journée, les Madrilènes s'imposent sur le score de quatre buts à un grâce à des buts de Javier Balboa et de Roberto Soldado qui inscrit un coup du chapeau.
En raison de la Pandémie de Covid-19 et des travaux de rénovation du stade Santiago Bernabéu, l'équipe fanion du Real Madrid termine et remporte le Championnat d’Espagne 2019-2020 dans ce stade et y a aussi débuté la saison 2020-2021. L'equipe fanion quitte le stade en septembre 2021.